# Valéria Maximila
Valéria Maximila foi uma imperatriz-consorte romana, esposa do imperador Magêncio.

## História
Valéria era filha do imperador Galério com sua primeira esposa cujo nome não sabemos. Ela se casou com Magêncio por volta de 293 (também não se sabe a data exata) no que foi, provavelmente, uma tentativa de reforçar a aliança entre as famílias de Galério e do pai de Magêncio, Maximiano, ele também um imperador no ocidente. Ela deu-lhe dois filhos: o mais velho, Valério Rômulo, nasceu em 294 e o outro, cujo nome se perdeu, mas que pode ser Aurélio Valério, foi executado em 312. Como filha de um imperador, ela tinha o título de nobilíssima (em latim: nobilissima femina).
Magêncio foi aclamado imperador em outubro de 306 contra a vontade do pai de Valéria, que tentou derrotá-lo no ano seguinte, mas sem sucesso. Magêncio conseguiu manter o controle de Roma, da Itália e da África até 312, quando Constantino I invadiu a Itália. Valério Rômulo já havia morrido em 309 e Valéria estava junto com o marido antes da famosa Batalha da Ponte Mílvia, mas ela desaparece completamente do registro histórico depois disso.
O retrato de Valéria Maximila não aparece em nenhuma das moedas cunhadas por Magêncio, mas pode ser ela a pessoa representada num busto que foi desfigurado e que está atualmente nos Museus Capitolinos de Roma. Se for, o vandalismo ocorreu provavelmente depois da queda do marido, quando as imagens dele também foram destruídas.
Maximila pode também ser a rainha sem nome que aparece na hagiografia de Santa Catarina de Alexandria de Jacobus de Voragine (na fantasiosa "Lenda Dourada"). Na história, a "rainha" se converteu ao cristianismo depois de se encontrar com Catarina e ambas foram então tortudas e executadas por Magêncio, que aparece ali como um perseguidor de cristãos.